# 小畑健太郎
小畑 健太郎（おばた けんたろう、1996年12月3日 - ）は、ラグビーユニオンの選手。

## プロフィール
- 父の道弘も伏見工業高校ラグビー部出身で、スクール☆ウォーズの登場人物、森田光男のモデルとなった[1][2]。

## 略歴
2015年、伏見工業高校卒業後、帝京大学に入る。
2019年、帝京大学卒業後、神戸製鋼コベルコスティーラーズに加入。
2022年4月9日に行われたJAPAN RUGBY LEAGUE ONE第12節グリーンロケッツ東葛戦にて途中出場で公式戦初出場を果たした。
2025年6月、コベルコ神戸スティーラーズを退団。